# Thomas Müntzer

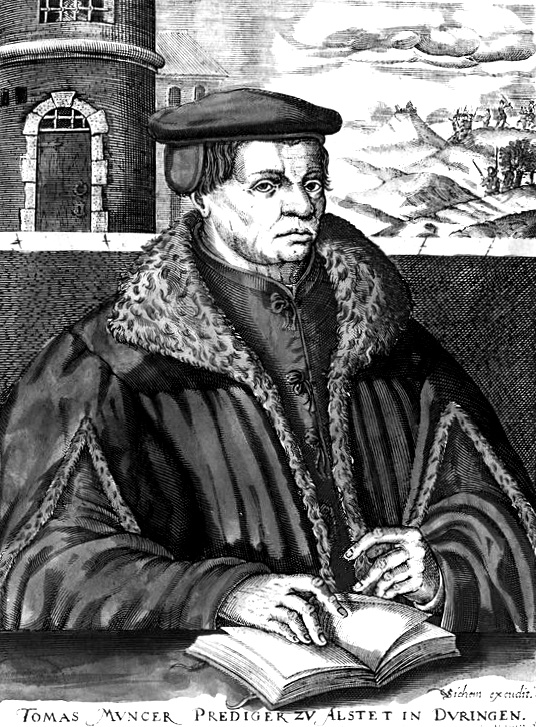
Älteste, allerdings nachträgliche und nicht verbürgte Darstellung Thomas Müntzers aus dem Jahr 1608;
Kupferstich von Christoph van Sichem

Thomas Müntzer (auch Münzer; * um 1489 in Stolberg, Grafschaft Stolberg; † 27. Mai 1525 bei Mühlhausen/Thüringen) war ein Theologe, Reformator und Revolutionär in der Zeit des Bauernkrieges.
Müntzer war als Priester zunächst ein engagierter Anhänger und Bewunderer Martin Luthers. Allerdings richtete sich sein Widerstand nicht nur gegen die vom Papsttum beherrschte geistliche Obrigkeit, sondern auch gegen die ständisch geprägte weltliche Ordnung. Wegen Müntzers radikaler sozialrevolutionärer Bestrebungen und seiner spiritualistischen Theologie, die sich in vielen kämpferischen Texten und Predigten niederschlugen, distanzierte sich Luther zu Beginn des Bauernkrieges von ihm.
Im Gegensatz zu Luther stand Müntzer für die gewaltsame Befreiung der Bauern und kämpfte auch selber mit. Er betätigte sich in Mühlhausen/Thüringen, wo er Pfarrer in der Marienkirche war, als Agitator und Förderer der Aufstände. Dort versuchte er, seine Vorstellungen einer gerechten Gesellschaftsordnung umzusetzen: Privilegien wurden aufgehoben, Klöster aufgelöst, Räume für Obdachlose geschaffen, eine Armenspeisung eingerichtet. Schließlich scheiterten seine Bestrebungen, als Bauernführer verschiedene Thüringer Freibauern zu vereinigen, an der Strategie des Adels. Nach der Schlacht bei Frankenhausen wurde er am 15. Mai 1525 gefangen genommen. Er wurde gefoltert und am 27. Mai 1525 öffentlich in Mühlhausen enthauptet. Müntzer war ein wichtiger Teil der Erinnerungskultur der DDR.

## Leben

### Herkunft, Studium (1506–1512)
Müntzer wurde in Stolberg (Harz) geboren, sein genaues Geburtsjahr ist unbekannt. Vermutlich stammte er aus stadtbürgerlichen Kreisen und lebte im Jahre 1506 in Quedlinburg. Zu den ersten gesicherten Daten allerdings zählt seine Immatrikulation in Leipzig 1506. Nach sechs Jahren immatrikulierte sich Müntzer 1512 an der Brandenburgischen Universität Frankfurt. Während des Studiums in Leipzig und in Frankfurt an der Oder kam er mit der humanistischen Gedankenwelt in Berührung. Voraussetzung hierfür war die exakte Beherrschung der lateinischen Sprache und Folge hiervon die gute Kenntnis verschiedener antiker Autoren.
Noch nicht belegbar ist, an welcher Universität Müntzer seine Titel Baccalaureus artium, Magister artium und Baccalaureus biblicus erhalten hat. Nach dem Theologiestudium führte ihn sein Weg über Aschersleben und Halle nach Halberstadt. In Halberstadt empfing er um 1513/1514 die Priesterweihe. Wegen seines gleichzeitigen Wirkens als Hilfslehrer in Aschersleben und Halle (Saale) dauerte sein Studium ungewöhnlich lange.

### Priester (1513) und Prediger (1519–1520)
Um 1513 wurde Müntzer in der Diözese Halberstadt zum Priester geweiht und war zunächst in Braunschweig an der Michaeliskirche tätig. Da dieses Amt seinen Lebensunterhalt nicht deckte, nahm er 1515/16 das Amt eines Präfekten im Kanonissenstift Frose bei Aschersleben an. Dort errichtete er eine kleine Privatschule, in der begüterte Bürgersöhne unterrichtet wurden.
Zwischen 1517 und 1519 besuchte er öfter Wittenberg. Zu Ostern 1519 vertrat er den Prediger Franz Günther in Jüterbog. Thomas Müntzer nahm im Juni des Jahres 1519 vermutlich an der Leipziger Disputation zwischen Martin Luther und Johannes Eck teil, bevor er bis 1520 in ein Zisterzienserinnenkloster ging. Noch im selben Jahr wurde er zum Beichtvater der Zisterzienserinnen im Kloster Beuditz bei Weißenfels berufen.

### Aufenthalt in Zwickau (1520–1521)
Im Mai 1520 predigte Müntzer in Vertretung von Johannes Sylvius Egranus in der Marienkirche in Zwickau. Als Egranus zurückkehrte, wechselte Müntzer an die Katharinenkirche. Dort in Zwickau hatte Müntzer jetzt ein großes Forum, das er auch nutzte. Er hatte engen Kontakt zu Nikolaus Storch, einem führenden Mitglied der Zwickauer Propheten.
Zwickau gehörte durch seine wirtschaftliche Prosperität an die Spitze der Städte im Kurfürstentum Sachsen, es verfügte über eine Latein- und Griechischschule sowie seit 1523 über eine Buchdruckerei. Die Versorgung wurde u. a. durch den Kornmarkt garantiert, auf dem die Fuhrleute ihr mitgeführtes Getreide auf drei Markttagen anboten, bevor sie es weiter transportieren durften. Die Zahl der Einwohner belief sich um 1520 auf sechs- bis siebentausend Bewohner. Eines der ältesten und auch wichtigsten Gewerbe war die Tuchweberei.
Im Lauf des Jahres bekam Müntzer Schwierigkeiten mit dem Orden der Franziskaner und mit seinem Kollegen Egranus. Als ihn zusätzlich der Stadtrat von Zwickau des Aufruhrs verdächtigte, wurde er 1521 aus der Stadt vertrieben. Seinen letzten Sold quittierte er stolz mit „Thomas Müntzer, qui pro veritate militat in mundo“ („Thomas Müntzer, der für die Wahrheit in der Welt kämpft“).

### Weitere Ortswechsel, Veröffentlichungen

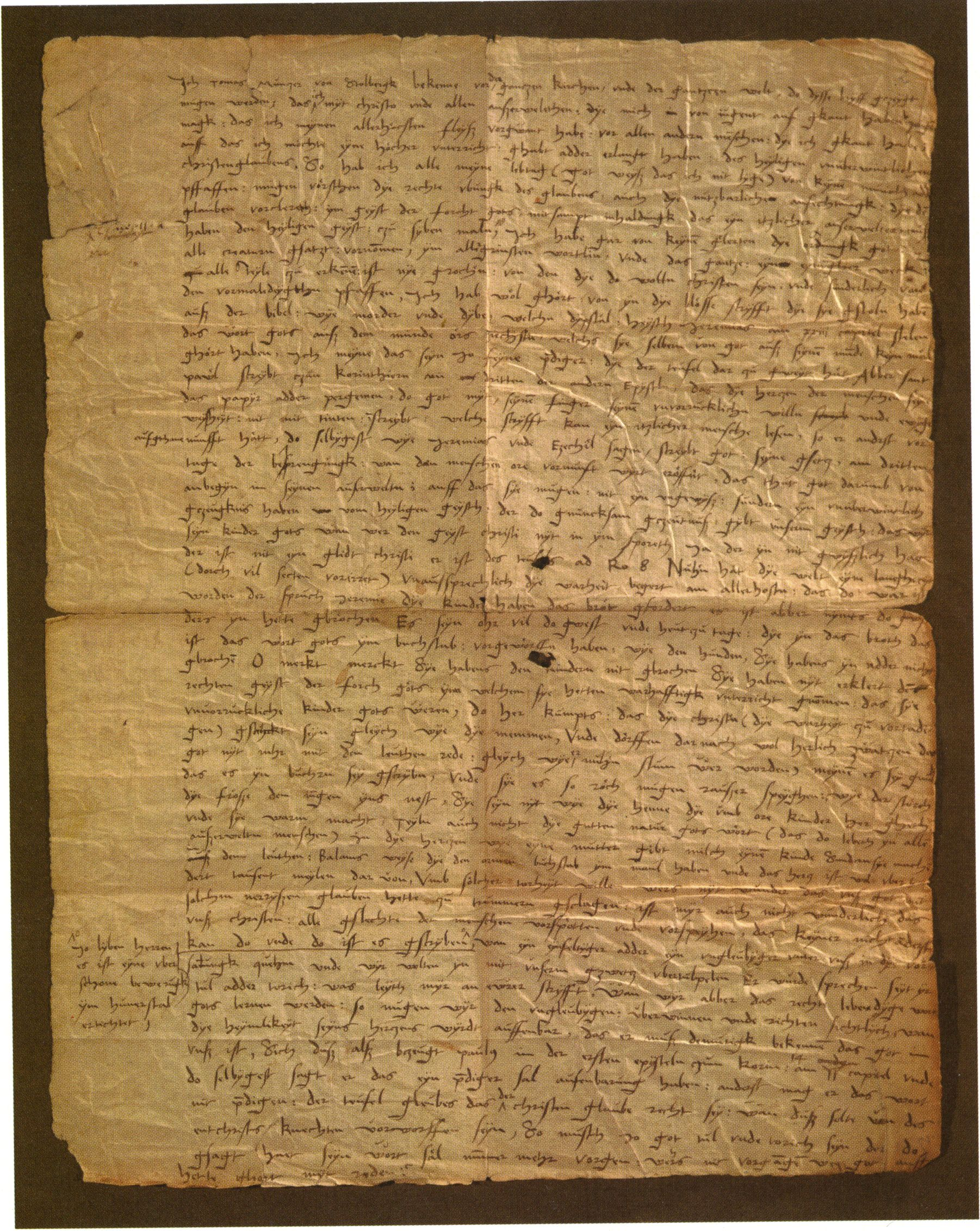
Thomas Müntzer, Prager Manifest. Eigenhändiger Entwurf vom 1. November 1521. Staatsarchiv Dresden

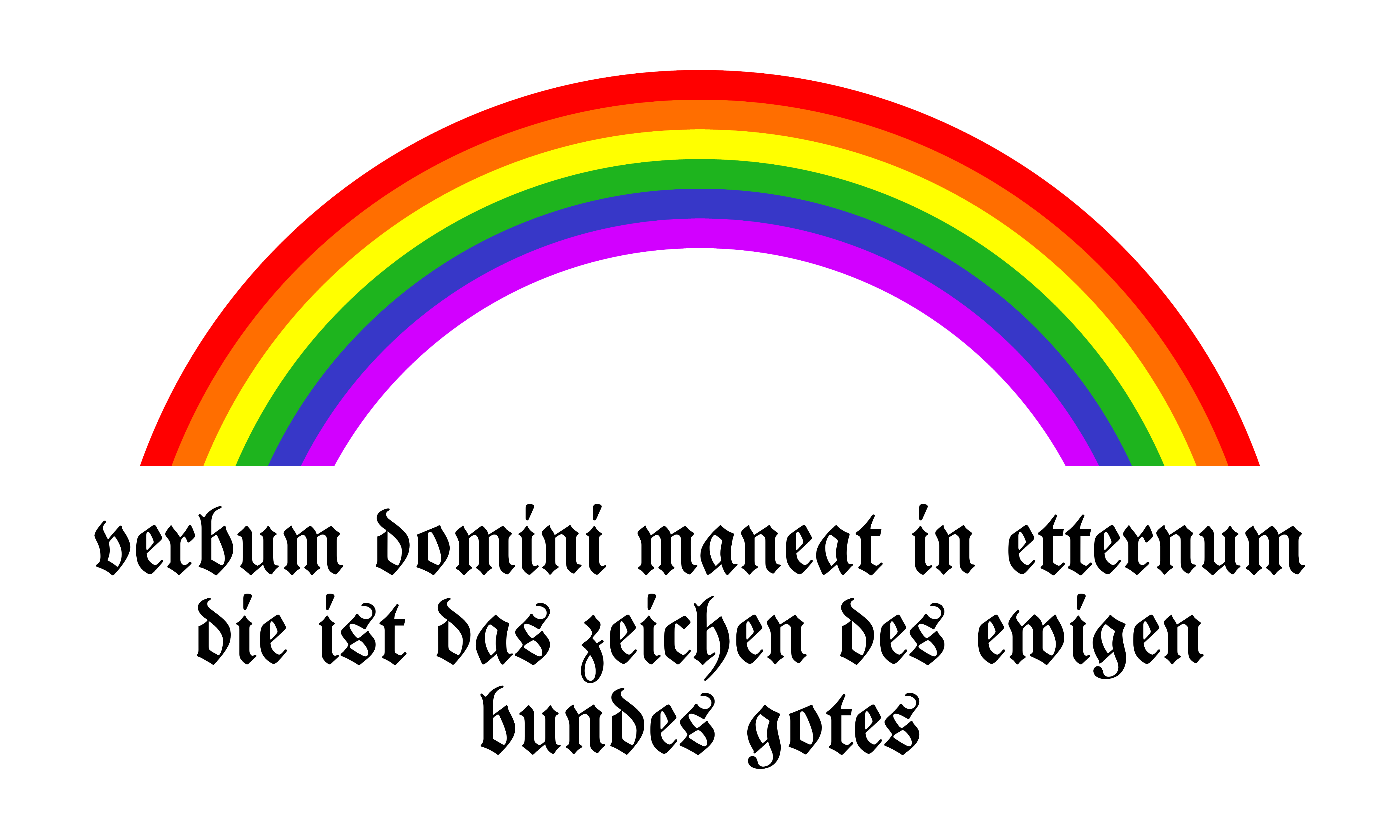
Regenbogenfahne, wie sie im April 1525 von Müntzer als Symbol seines Bündnisses angefertigt wurde. Inschrift: „Verbum domini maneat in etternum“ („das Wort des Herrn bleibe in Ewigkeit“)

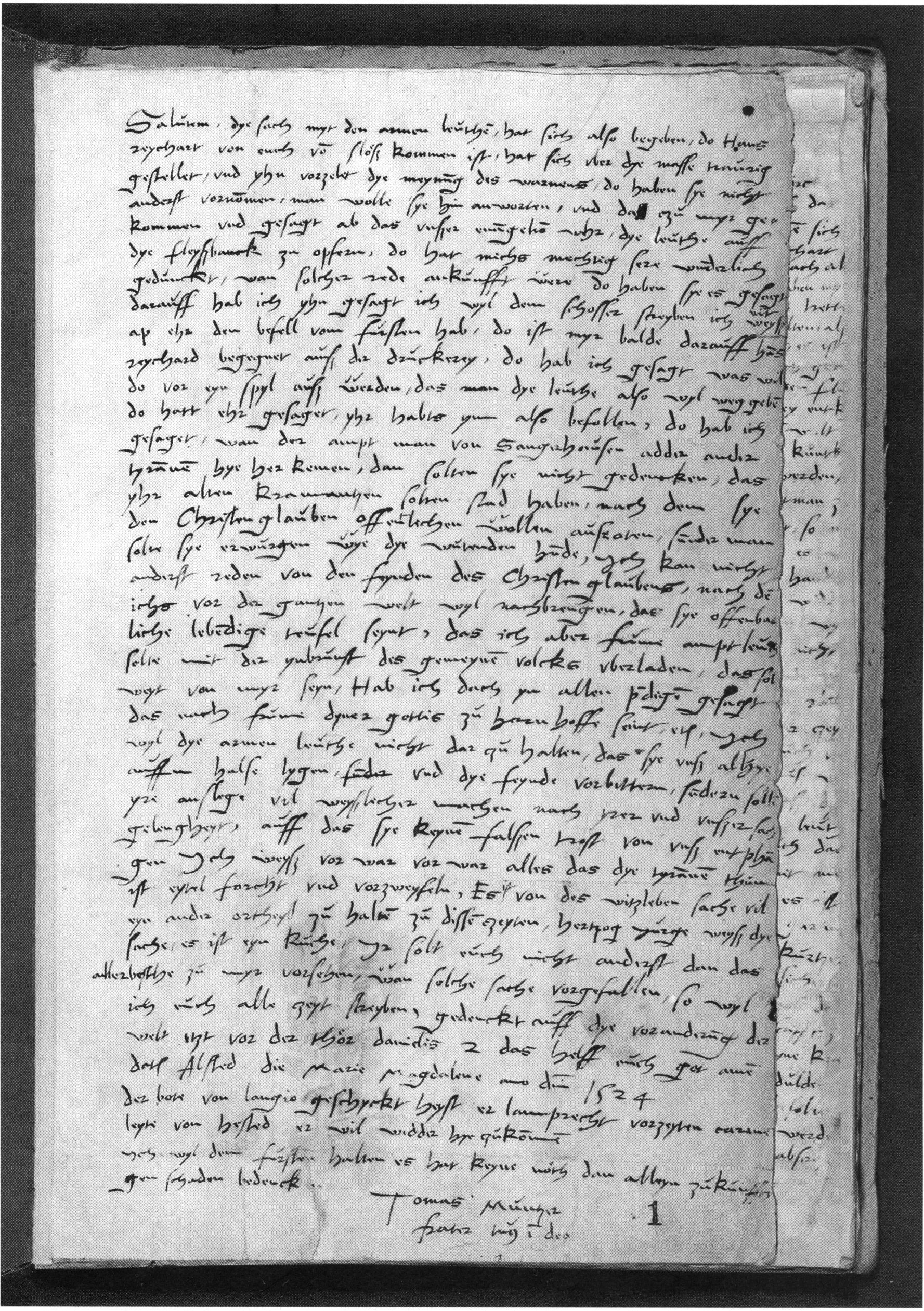
Eigenhändiger Brief Müntzers von 1524 an den Schösser von Allstedt, Hans Zeiß. Staatsarchiv Weimar

Von Zwickau aus ging er nach Böhmen. In Prag predigte er am 23. Juni 1521 in der Bethlehemskapelle, (Betlémská kaple) und verfasste in der Stadt das Prager Manifest. Im November 1521 verließ er Prag. Seine nächsten Stationen waren Jena, Erfurt und Weimar. In der St.-Georgen-Kirche in Glaucha (heute Teil von Halle) wirkte Müntzer 1522 einige Zeit als Kaplan. Kurz vor Ostern 1523 wurde er an der Johanniskirche im kursächsischen Allstedt Pastor. Hier heiratete er die ehemalige Nonne Ottilie von Gersen aus dem in den Orten Klein- und Großgörschen ansässigem Adelsgeschlecht von Görschen. Am 27. März 1524 wurde ihnen ein Sohn geboren. In dieser Zeit arbeitete er an seiner Liturgiereform, deren Kernpunkt die Übersetzung der lateinischen Messtexte in die deutsche Sprache war.
Am 13. Juli 1524 hielt er zu Allstedt vor dem späteren Kurfürsten Johann dem Beständigen und dessen Sohn Johann Friedrich I. die sogenannte Fürstenpredigt. Darin forderte er die ernestinischen Fürsten auf, der Sache der Reformation (im Sinne Müntzers) keinen Widerstand zu leisten. In seiner Rede griff er zugleich die sozialen Missstände scharf an, was zum Verlust seiner Stellung führte. In Allstedt richtete er sich im April 1524 eine Druckerei ein, die Typen stammten von Wolfgang Stöckel aus Leipzig. Drucker Müntzers war hauptsächlich Nikolaus Widemar. In dessen Offizin in Eilenburg erschienen fünf, in der Filiale in Allstedt zwei Schriften.

### Mühlhausen (1524), Tod

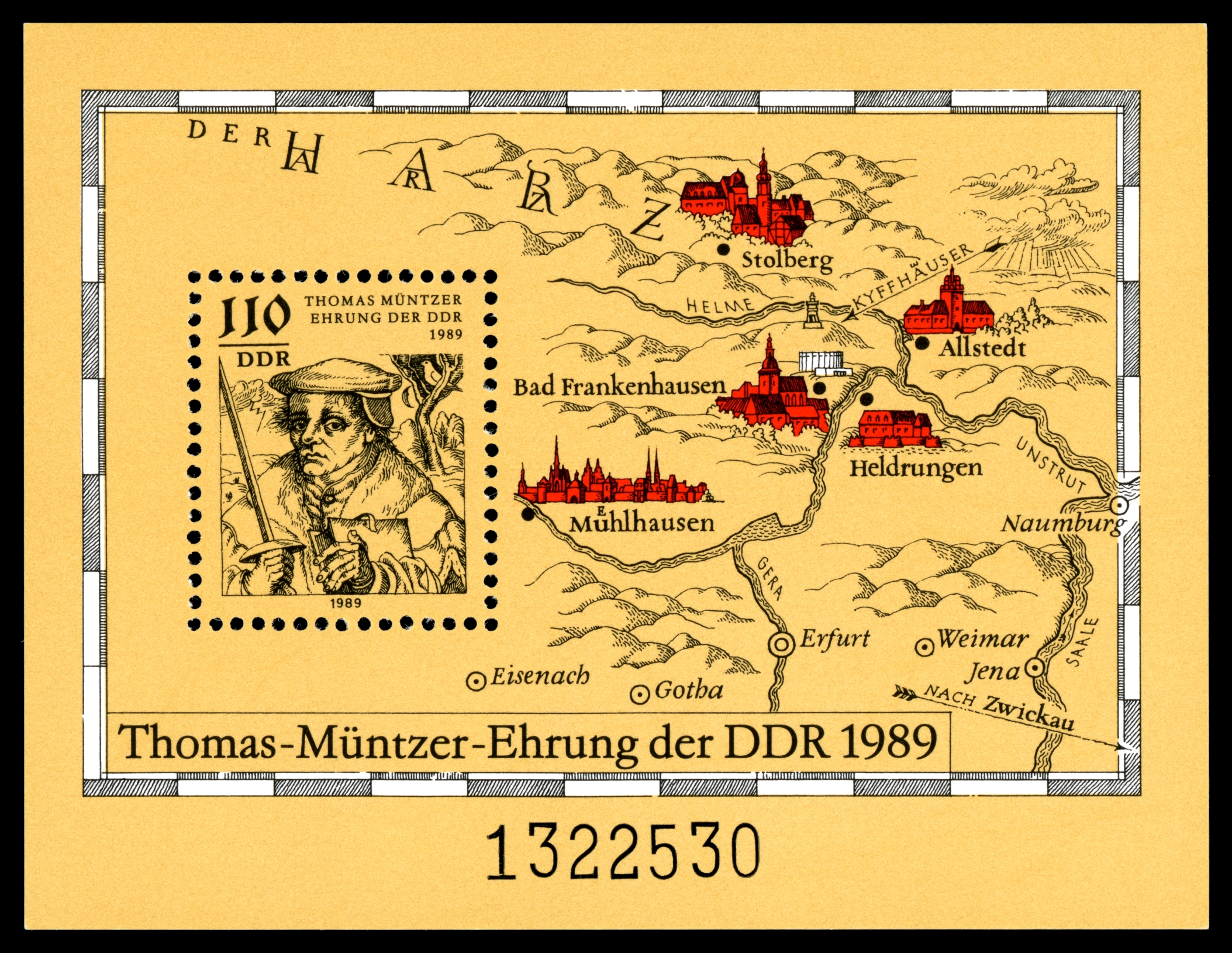
Wichtige Wirkungsstätten Thomas Müntzers; Briefmarkenblock der DDR zum 500. Geburtstag (1989)

Im August 1524 floh Müntzer vor der Obrigkeit von Allstedt nach Mühlhausen, wo er zusammen mit dem ehemaligen Zisterziensermönch Heinrich Pfeiffer wirkte. Vom Dezember 1524 bis Februar 1525 hielt er sich, wohl als Gast des „kleggauer“ Bauernführers Klaus Wagner (vermutlich identisch mit Klaus Meyer), in dem Ort Grießen nahe der Schweizer Grenze auf. Hans Rebmann ist ab dem Januar in Grießen nachweisbar, eine engere ideologische Beziehung von Rebmann zu Müntzer liegt daher nahe. 
Nach seiner Ausweisung kehrte Müntzer Ende Februar 1525 nach Mühlhausen zurück und wurde zum Pfarrer der dortigen Marienkirche gewählt. Er schlug sich auf die Seite der Bauern und wurde zu deren Leitfigur im Deutschen Bauernkrieg in Thüringen. Im April 1524 fertigte er als Symbol des "ewigen Bundes mit Gott" eine Regenbogenfahne, die zum Symbol der Aufständischen in der Region Mühlhausen wurde. Alle die dem Bund angehören wollten, mussten sich unter die Fahne stellen, die Müntzer hinter der Kanzel der Mühlhäuser Marienkirche versteckte.
Am 15. Mai 1525 wurde er nach der Schlacht bei Frankenhausen, die in einer völligen Niederlage der von Müntzer zusammengerufenen Bauernhaufen endete, gefangen genommen und in der Festung Heldrungen auf Befehl Graf Ernsts II. von Mansfeld-Vorderort (1479–1531) im Beisein des Herzogs Georg des Bärtigen gefoltert. Im Turm von Heldrungen eingekerkert, schrieb er seinen Abschiedsbrief an die Aufständischen, die er dabei zur Einstellung des weiteren Blutvergießens aufrief. Am 27. Mai 1525 wurde er vor den Toren der Stadt Mühlhausen enthauptet, sein Leib aufgespießt und sein Kopf auf einen Pfahl gesteckt.

## Theologie

### Glaubensbegriff
Müntzers Theologie vereinigt auf mystischem Boden spiritualistische, apokalyptische und sozialrevolutionäre Elemente zu einer Einheit.
Glauben bedeutet nach Müntzer ein von Gott ausgelöstes Geschehen im Abgrund der Seele; es ist „die wirkung des worts, das Gott in die selen redet“. Ob solcher Glaube entsteht, liegt allein an Gott, dessen Geist weht, wo er will (Joh 3,6 ). Erste Wirkung des Wortes Gottes in den Seelen der Menschen ist die Gottesfurcht, die dem Heiligen Geist eine Wohnstatt gibt und alles aus dem Weg räumt, was sich dem weiteren Wirken Gottes widersetzt. Dazu gehören insbesondere der Eigennutz und die Menschenfurcht. Die Seele, die Gott erleben will, „musz zuvor gefegt sein vom gethön der sorgen und luste“. In diesem Zusammenhang gebraucht Müntzer gerne die mystischen Termini Langweyl und Gelassenheit, um damit den Zustand der leeren Seele zu beschreiben. Der in diesem Sinne „langweilige“ und „gelassene“ Mensch erlebt in seiner Tiefe das Wirken Gottes und – unter Schmerzen – die Geburt des echten Glaubens, der das Leiden nicht mehr scheut und gleichsam fröhlich ist. Im echten Glauben besteht Konformität zwischen dem menschlichen Willen und dem des gekreuzigten Christus. Allein solche Konformität führt zur Gewissheit des Glaubens.

### Bibelverständnis
Die Bibel legt primär Zeugnis ab von den Erfahrungen, die erleuchtete seelen im Umgang mit dem lebendigen Gott gewonnen haben. Sie ist Einladung, für ähnliche Erfahrungen offen zu werden, und gleichzeitig Maßstab, an der eigene Erfahrungen zu messen sind. Die Bibel ist nur das verbum externum („äußerliches Wort“), das das verbum internum („innerliches Wort“) braucht, um im Menschen anzukommen. Das verbum internum bedarf jedoch nicht unbedingt des äußeren Wortes der Bibel, um Glauben zu erzeugen. Belege dafür sind nach Müntzer viele Menschen der Bibel, die auch kein verbum externum hatten, als sie gläubig wurden. Vor allem an dieser Stelle erfolgte der Bruch mit Luther.

### Spiritualismus
Nicht die Schriftgelehrten und – wie Müntzer wörtlich sagt – ihr Bücherwissen, sondern die Visionäre sind die wahrhaftigen Interpreten des Alten und Neuen Testaments. Erst der gottesfürchtige Seher kennt Gottes aktuellen Willen für die Gegenwart. Nur er hat das Recht der Verkündigung des Wortes Gottes.
In den Müntzerschen Schriften sind Anlehnungen an die mittelalterliche Mystik unverkennbar. Es bestehen enge Beziehungen zur Theologia deutsch und zu Johannes Tauler. Als Spiritualist verwarf Müntzer die Kindertaufe. Die wahre Taufe ist für Müntzer die Geistestaufe; eine Wassertaufe kann – sofern sie das äußere Zeichen eines inneren Vorgangs ist – nur als Gläubigentaufe erfolgen. Geistgetaufte hören die Stimme des erhöhten Christus und „sehen Ihn auf dem wasser ihrer seelen diepe wandern“. Das äußere Taufwasser ist für Müntzer nur das Symbol für die Bewegung, die Gott in unserer Seele wirkt.

### Apokalyptik

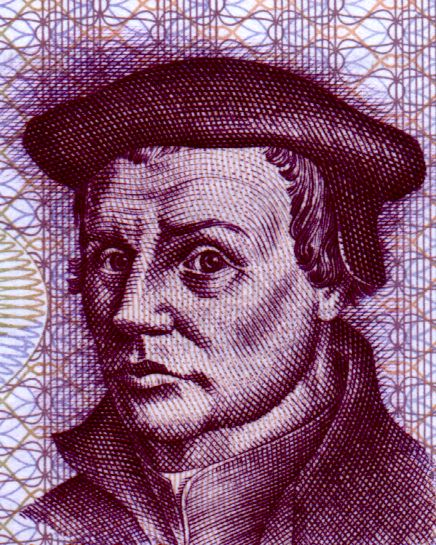
Thomas Müntzer auf der 5-DDR-Mark-Banknote in der Ausgabe von 1971 bis 1990

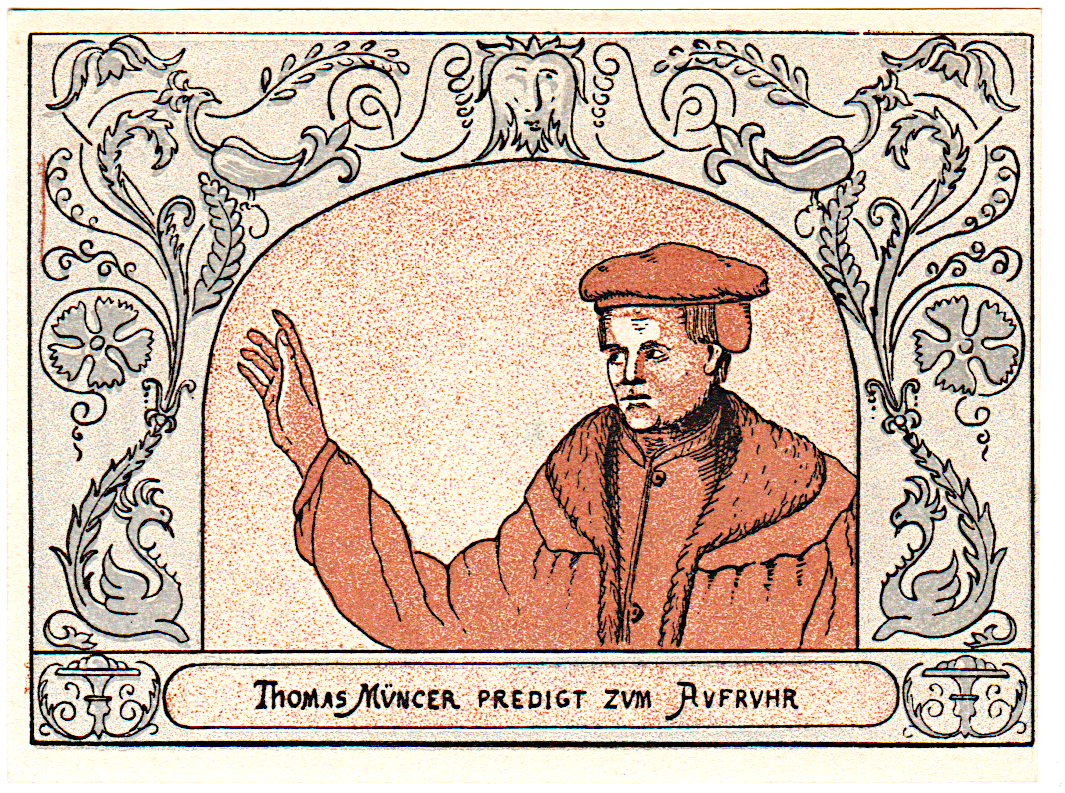
Thomas Müntzer auf einem Notgeldschein aus Oldisleben von 1921

Die prophetischen Bücher der Bibel, hier besonders Daniel, und die Offenbarung des Johannes wurden von Müntzer besonders geschätzt. Seine visionäre Auslegung der apokalyptischen Bibelteile führten ihn unter anderem dazu, in der mit Purpur bekleideten Hure Babylons (Offb 17,4 ; 18,16 ) die römisch-katholische Kirche zu sehen. Luther und syn anhang begriff er hier schlichtweg mit ein. In der Fürstenpredigt, in der er das zweite Kapitel des Buches Daniel auslegt, deutet er die vier Weltreiche der Apokalypse auf die Reiche der Babylonier, Perser, Griechen und Römer. Seine Zeit nennt er das fünft reich, das ebenfalls aus Eisen besteht, weil es Arme und Unschuldige unterdrückt. Darum sei ein neuer Prophet Daniel vonnöten. An anderen Stellen fordert er alle gottsfüchtgen auf, einen neuen Täufer Johannes zu erwarten. Am liebsten jedoch spricht er von einem neuen Elija, der kommen muss, um die Welt auf gottgewollte Weise zu ordnen. Dazu gehörte seiner Meinung nach auch die Tötung der Baalspfaffen (= papsttreue Amtsträger der alten Kirche) und der Sturz der gottlosen politischen Machthaber.

### „Theologie der Revolution“
Müntzer deutete in apokalyptischer Schau seine Zeit als Anbruch des göttlichen Gerichtes. Weizen sei vom Unkraut zu trennen; es gelte das Wort Jesu: „Ich bin nicht gekommen, Frieden zu bringen, sondern das Schwert“ (Mt 10,34 ). Unter Berufung auf 2 Mos 22,1ff  ruft er den versammelten Landesfürsten zu: „Ein gottloser Mensch hat kein Recht zu leben, wo er die Frommen behindert […] wie uns essen und trinken ein Lebensmittel ist, so ist es auch das Schwert, um die Gottlosen zu vertilgen.“ Jesus sei in einem Viehstall geboren; er stehe auf Seiten der Armen und Unterdrückten. Die, die sich in Pelzmäntel kleideten und auf Seidenkissen säßen, seien „Christo ain greuel“.
Müntzer hatte einen guten Blick für die sozialen Probleme seiner Tage. Seine sozialethischen Interessen sind in engem Kontakt mit seinen mystischen und theologischen Ideen. Müntzer eiferte nicht nur für die Gottesfurcht, sondern als Gottesfürchtiger für soziale Gerechtigkeit.

### Liturgie und Kirchenmusik

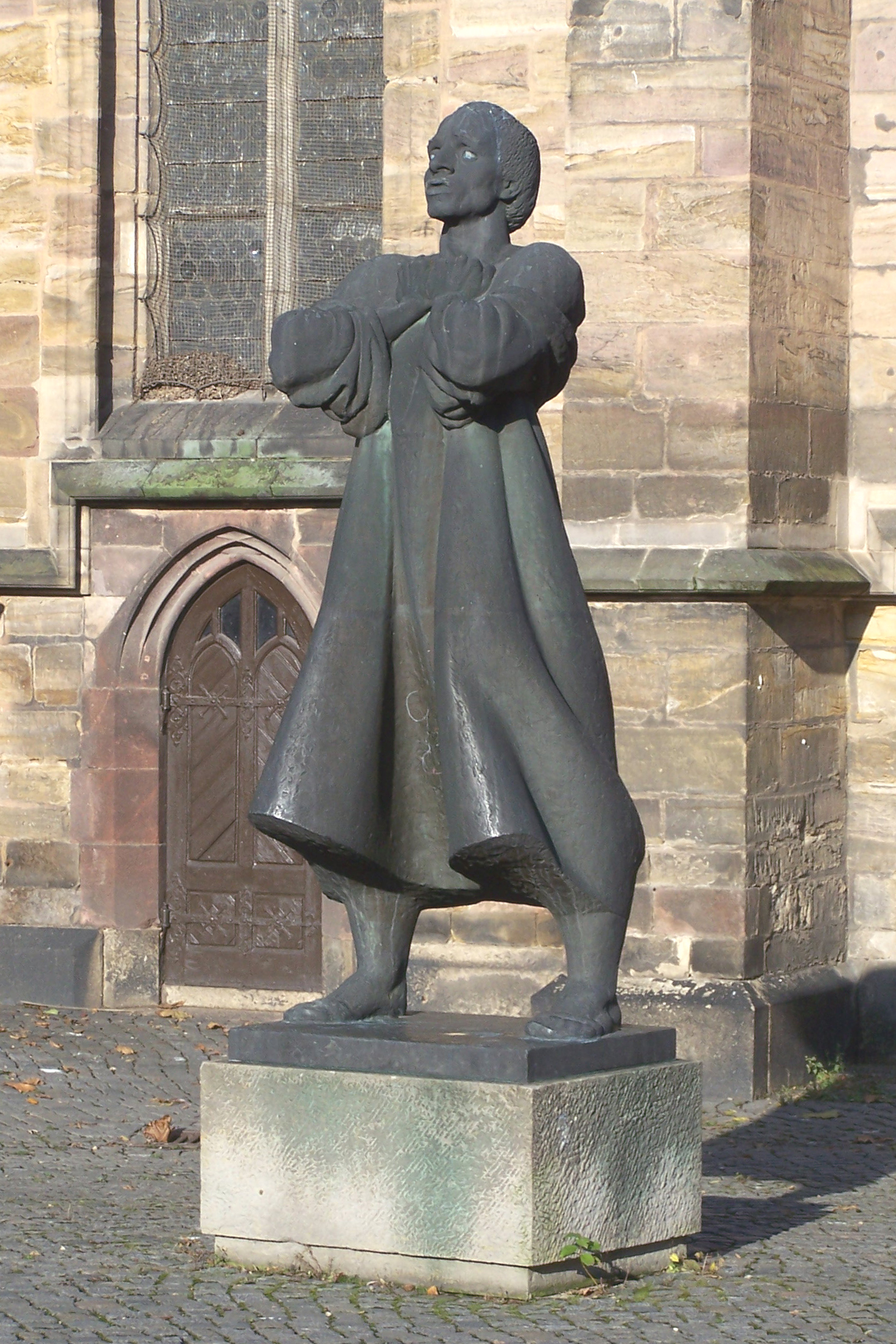
Thomas-Müntzer-Denkmal in Zwickau vor der Katharinenkirche

Thomas Müntzers liturgische Reformen, die er in seiner Eigenschaft als Pfarrer in Allstedt in den Jahren 1523 und 1524 mit zwei Veröffentlichungen (Allstedter Kirchenampt und Deutzsch-Euangelisch Mesze) auf den Weg brachte, sind als Beispiel der reformatorischen Suche nach einer angemessenen evangelischen Gottesdienstform von Bedeutung. Ebenso wie seine Kirchenlieder hatte dieser Teil von Müntzers Werk über seinen Tod hinaus Bestand. Seine deutschen Gottesdienste, in denen er mit nur behutsamen und vorsichtigen Veränderungen die lateinische Messe und das lateinische Stundengebet für den deutschsprachigen evangelischen Gottesdienst nutzbar machen wollte, wurden noch viele Jahrzehnte lang in manchen Teilen Sachsens und Thüringens gebraucht und mehrmals nachgedruckt – allerdings immer ohne die Nennung von Müntzers Namen.
Müntzers liturgische Veröffentlichungen stellen den Versuch dar, die in Allstedt eingeführten lateinischen Kirchengesänge (spätmittelalterlicher gregorianischer Choral) relativ direkt ins Deutsche zu übertragen. Damit war Müntzer einer der Vorreiter deutschsprachigen Gottesdienstes in Mitteldeutschland. Seine Ungeduld, das reformatorische Gedankengut in eine volksnahe kirchliche Arbeit umzusetzen, ist offenkundig und war in Allstedt von einem enormen Erfolg geprägt. Martin Luther und seine Umgebung beobachteten die liturgischen Reformen Müntzers skeptisch, wobei die Skepsis sich weniger auf liturgisch-theologische Bedenken als auf die enorme Sorge vor der Popularität, die der wenig diplomatische Reformator Müntzer damit erlangte, gegründet haben dürfte.
Es muss davon ausgegangen werden, dass Luthers Entscheidung, seine „Deutsche Messe“ im Jahr 1526 anders als seine liturgischen Veröffentlichungen der Jahre 1523 und 1524 auf deutschsprachige Lieder und nicht mehr auf den gregorianischen Gesang als wesentliches hymnisches Element zu gründen, eine bewusste Abgrenzung von Müntzer darstellt, nachdem in den Ereignissen des Jahres 1525 (Niederschlagung des thüringischen Bauernaufstandes) deutlich geworden war, wie leicht die Reformation politisch instrumentalisiert werden konnte und in welcher Gefahr die theologischen Anliegen der Reformation standen, im Gefolge sozialer Konflikte unterzugehen. Luthers Urteil über Müntzers liturgische Reformen („Nachahmen, wie die Affen tun“) fügt sich in eine massive, in seinen Tischreden immer wieder auftauchende Ablehnung Müntzers schlüssig ein. Einige von Müntzers Liedern sind bis heute in evangelischen und katholischen Gesangbüchern abgedruckt (z. B. die Hymnus-Übertragung EG 3 „Gott, heilger Schöpfer aller Stern“).

## Gedenken und Rezeption

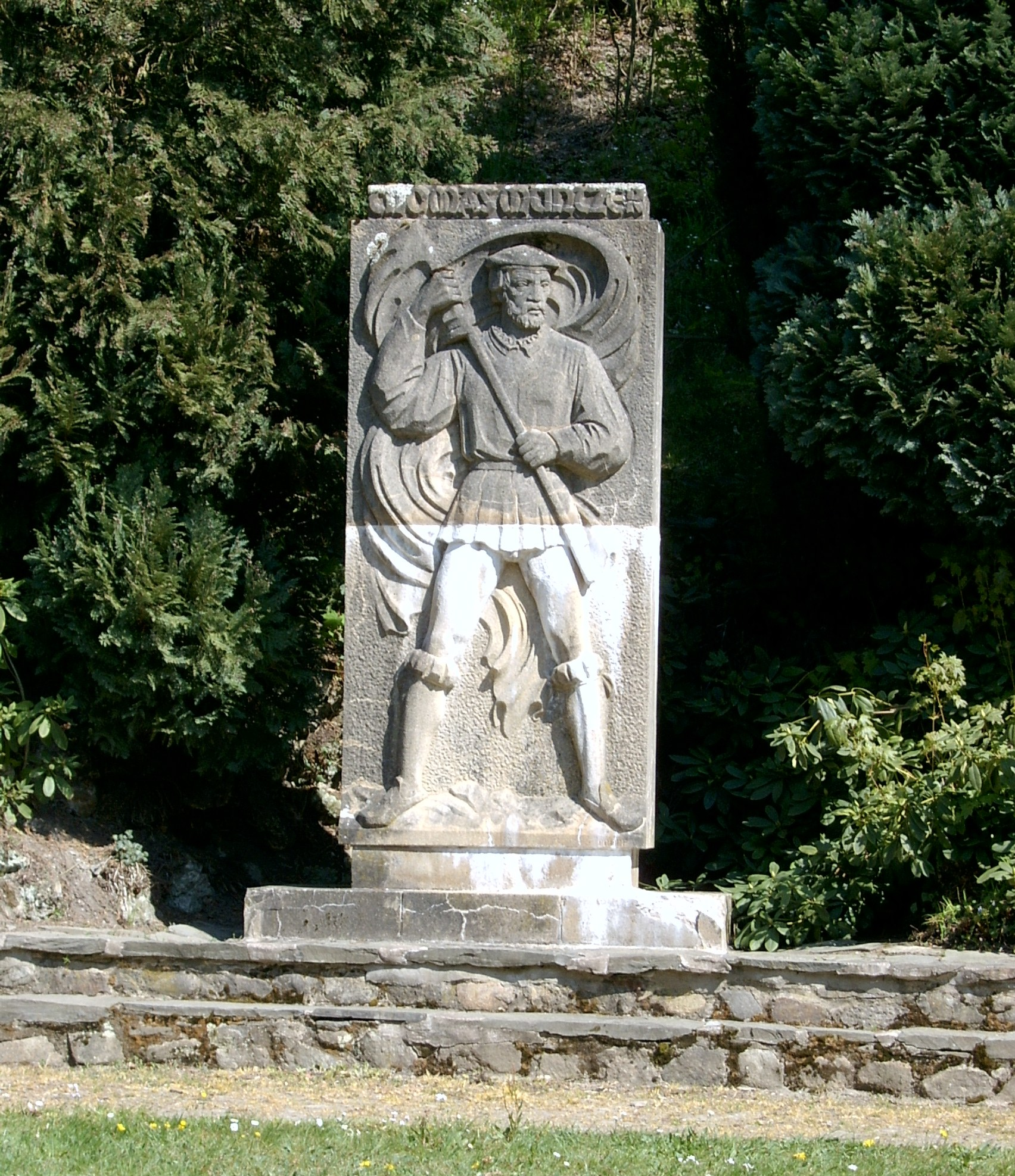
Thomas-Müntzer-Denkmal in Stolberg (Harz)

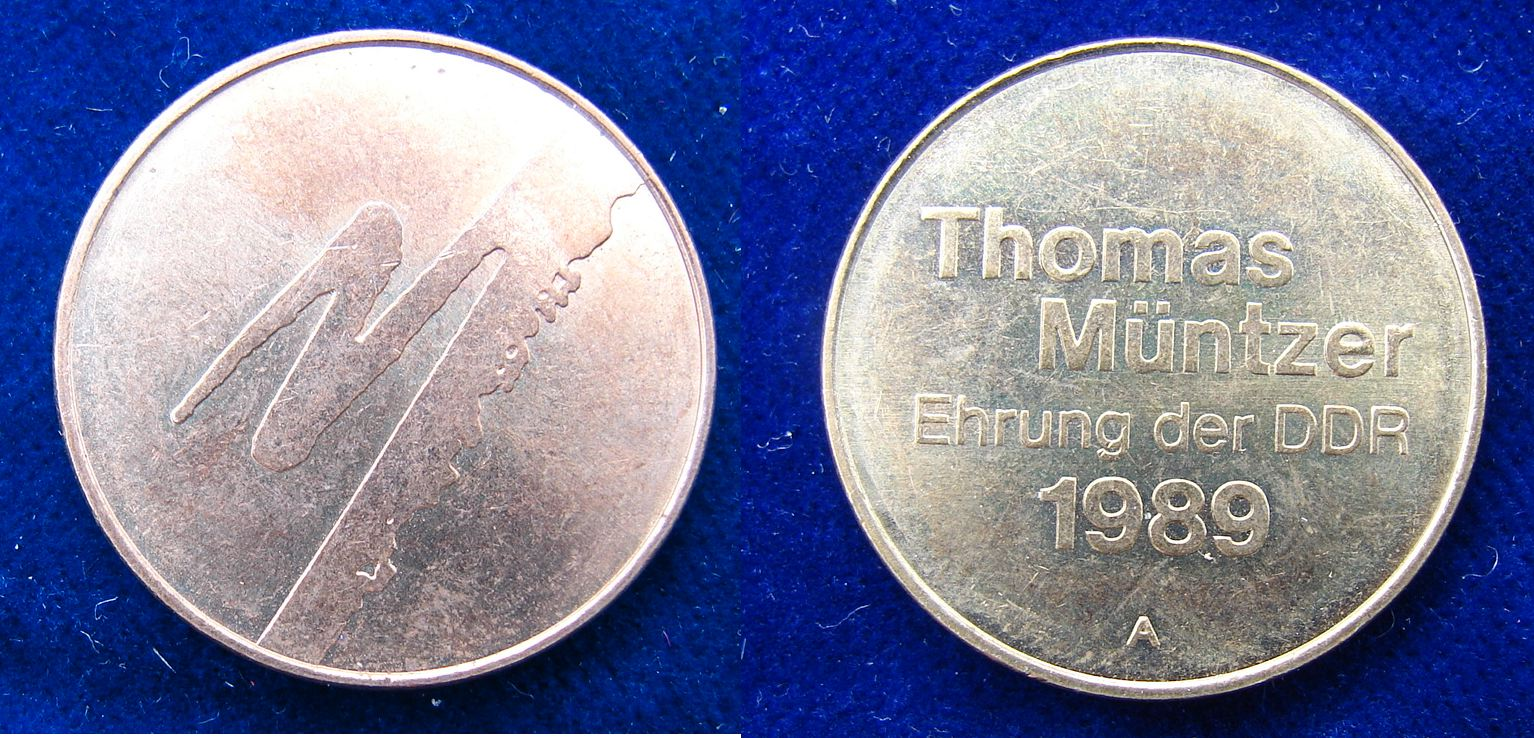
DDR-Medaille 1989 Thomas Müntzer, kurz vor dem Fall der Berliner Mauer

Das Gedenken Thomas Müntzers samt einer Rezeption seines Lebens und Wirkens findet seine Wurzeln nahezu ausschließlich in der DDR.
Müntzer war auf der von 1971 bis 1990 gültigen 5-Mark-Banknote der DDR abgebildet. Die Staatsbank der DDR gab 1989 eine 20-Mark-Gedenkmünze mit einem Porträt Müntzers heraus. Die „Thomas-Müntzer-Medaille“ war die höchste Auszeichnung der Vereinigung der gegenseitigen Bauernhilfe der DDR.

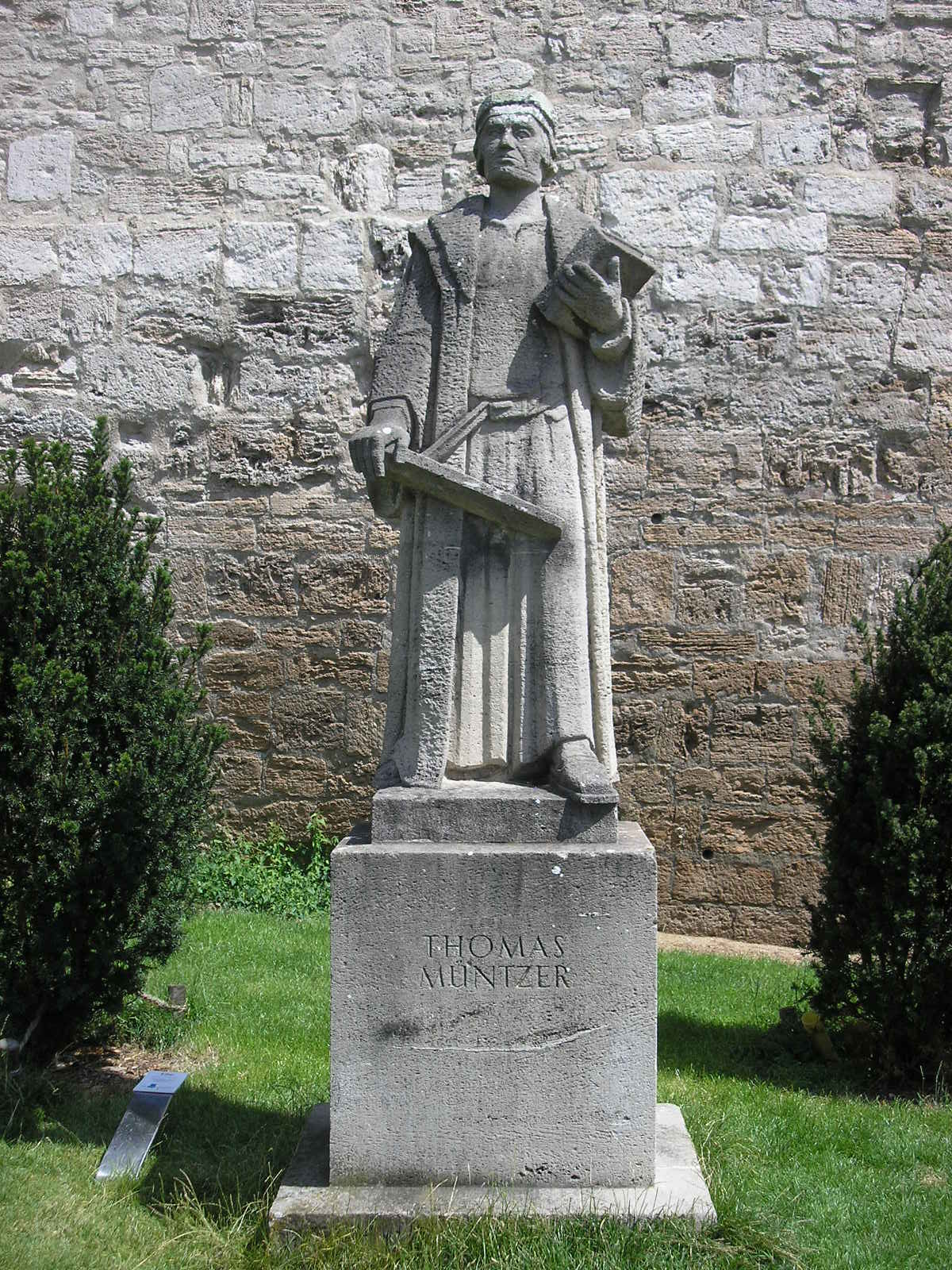
Thomas-Müntzer-Denkmal vor dem Frauentor in Mühlhausen/Thüringen

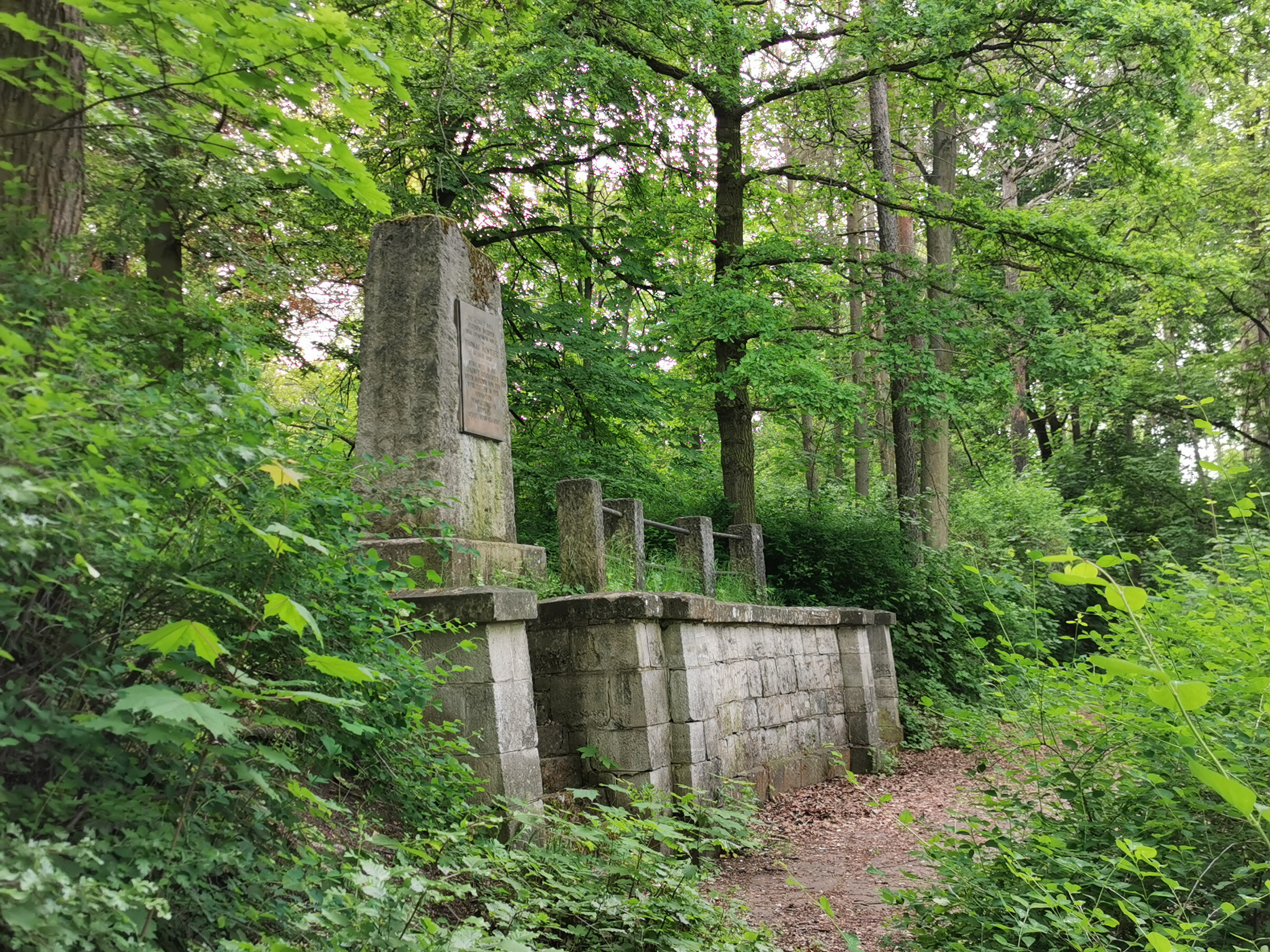
Denkmal auf dem Rieseninger Berg in Mühlhausen, wo Müntzers Kopf aufgespießt worden sein soll

Der Geburtsort Stolberg sowie der Sterbeort Mühlhausen erhielten in der DDR den offiziellen Namenszusatz „Thomas-Müntzer-Stadt“ (Mühlhausen 1975 anlässlich des 450. Todestages). Nach der deutschen Wiedervereinigung 1989/1990 wurden die Beinamen im Gegensatz zu den „Lutherstädten“ Eisleben und Wittenberg gestrichen.

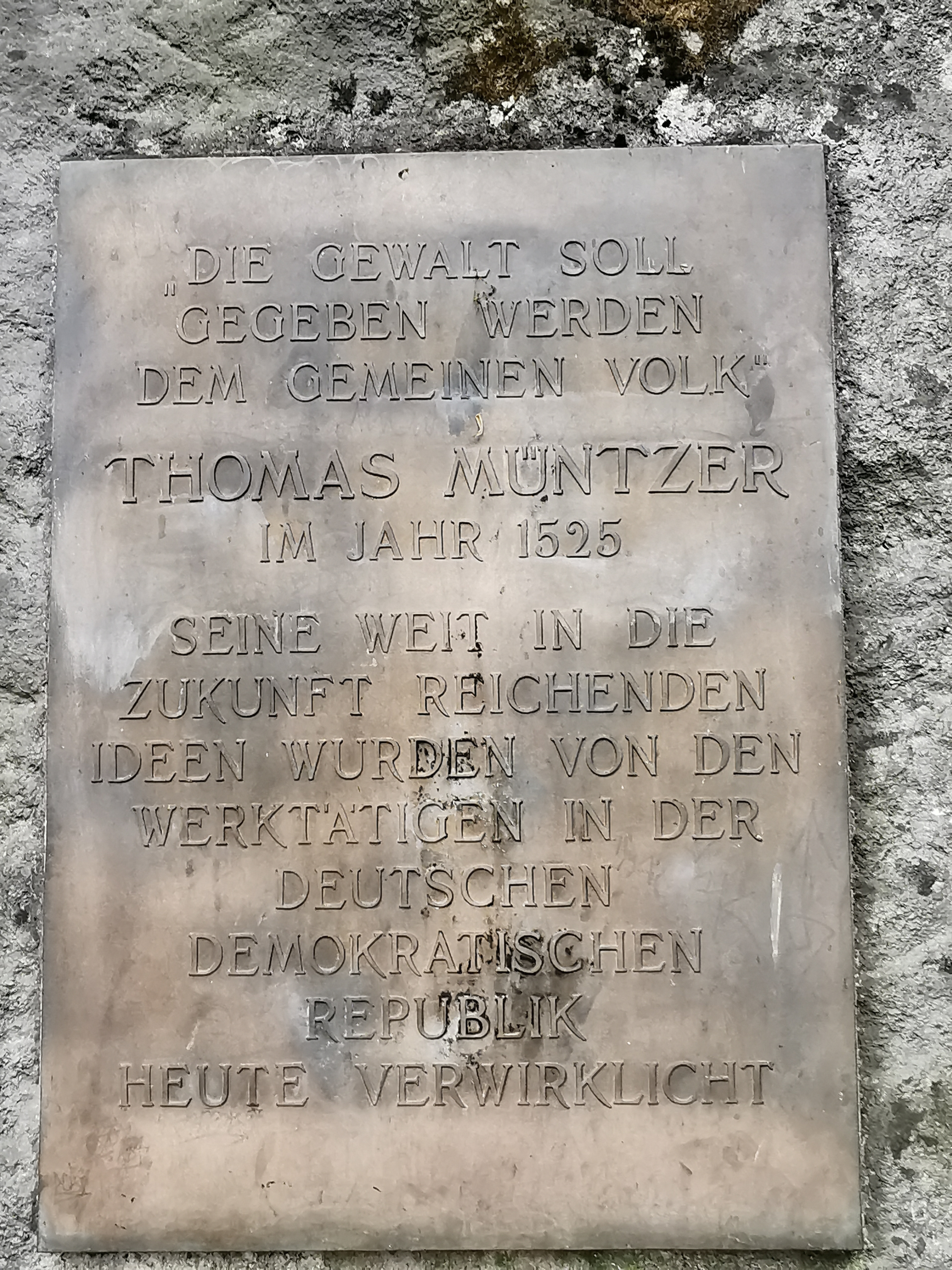
Inschrift von 1975 auf dem Denkmal auf dem Rieseninger Berg in Mühlhausen

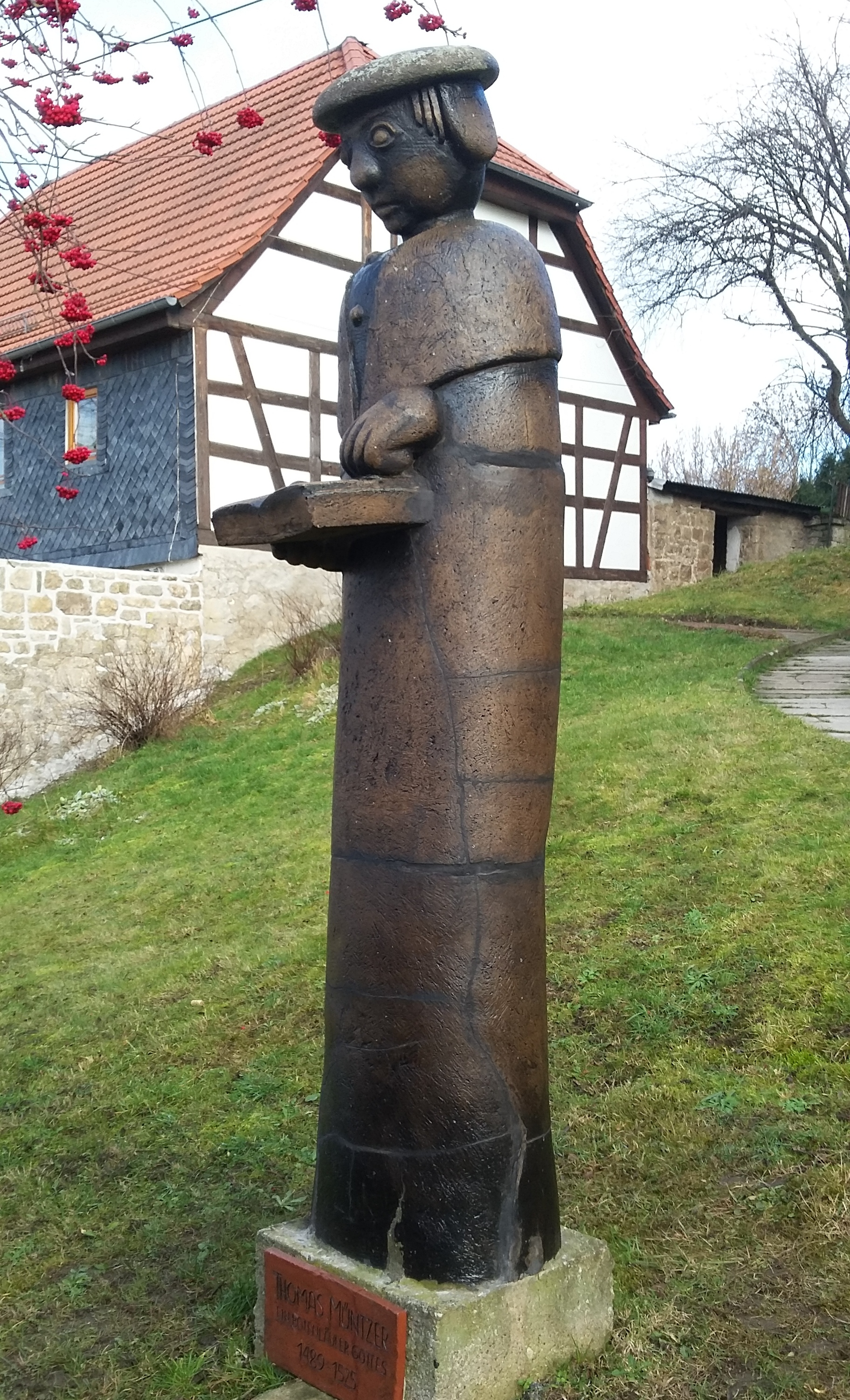
Die erneuerte Thomas-Müntzer-Plastik in Kapellendorf

In zahlreichen Orten der ehemaligen DDR gab und gibt es Straßen und Plätze, die nach Müntzer benannt sind, so in Leipzig, Berlin, Rostock, Dresden, Frankfurt (Oder), Halle (Saale), Weimar, Nordhausen, Mühlhausen, Sömmerda und Halberstadt, aber auch im Ort Großgörschen, aus dem die Familie seiner Frau herstammt. In Ravenstein (Baden-Württemberg) gibt es einen Müntzerweg und in Wien-Favoriten ist eine Gasse nach ihm benannt (in der Schreibweise Thomas-Münzer-Gasse). Auch in Böblingen, Schauplatz einer großen Schlacht im Bauernkrieg, existiert eine Thomas-Müntzer-Straße. Das jetzt stillgelegte Kupferbergwerk in Sangerhausen wurde über den Thomas-Münzer-Schacht (sic!) erschlossen.
In Kapellendorf gab die dortige evangelische Kirchgemeinde ihrer Begegnungsstätte den Namen „Evangelisches Gemeindezentrum Thomas Müntzer“ und ließ dort 1989 ein Müntzer-Standbild errichten.
Von 1953 bis 1990 hieß das Theater in Eisleben Thomas-Müntzer-Theater.
In vielen Orten Ostdeutschlands tragen Schulen seinen Namen, darunter in Mühlhausen, Magdeburg, Halle, Sangerhausen, Güstrow, Wernigerode, Allstedt und zahlreichen kleineren Gemeinden. In Radebeul erinnert eine denkmalgeschützte Integrative Kindertagesstätte mit ihrem Namen an Müntzer.
Am 8. Dezember 1989 wurde im Rahmen der Ausstellung „Ich Thomas Müntzer eyn Knecht gottes“ im Eingangsbereich des Museums für Deutsche Geschichte, Berlin eine von der Bildhauerin Christine Dewerny geschaffene Porträtstele in Bronze von Thomas Müntzer aufgestellt.  Porträtstele und Gipsentwurf befinden sich in der Sammlung der Stiftung Deutsches Historisches Museum.
Auf dem Gelände der Universität Hohenheim in Stuttgart befindet sich die „Thomas-Müntzer-Scheuer“.
Müntzers Gedenktag ist der 27. Mai (nicht im offiziellen Evangelischen Namenkalender enthalten).
Auf dem historischen Schlachtberg in Bad Frankenhausen wurde im Jahre 1989 das Bauernkriegspanorama des Künstlers Werner Tübke eröffnet. Dieses Rundgemälde zeigt neben biblischen Themen auch den verheerenden Bauernkrieg und Müntzer sowie Luther.

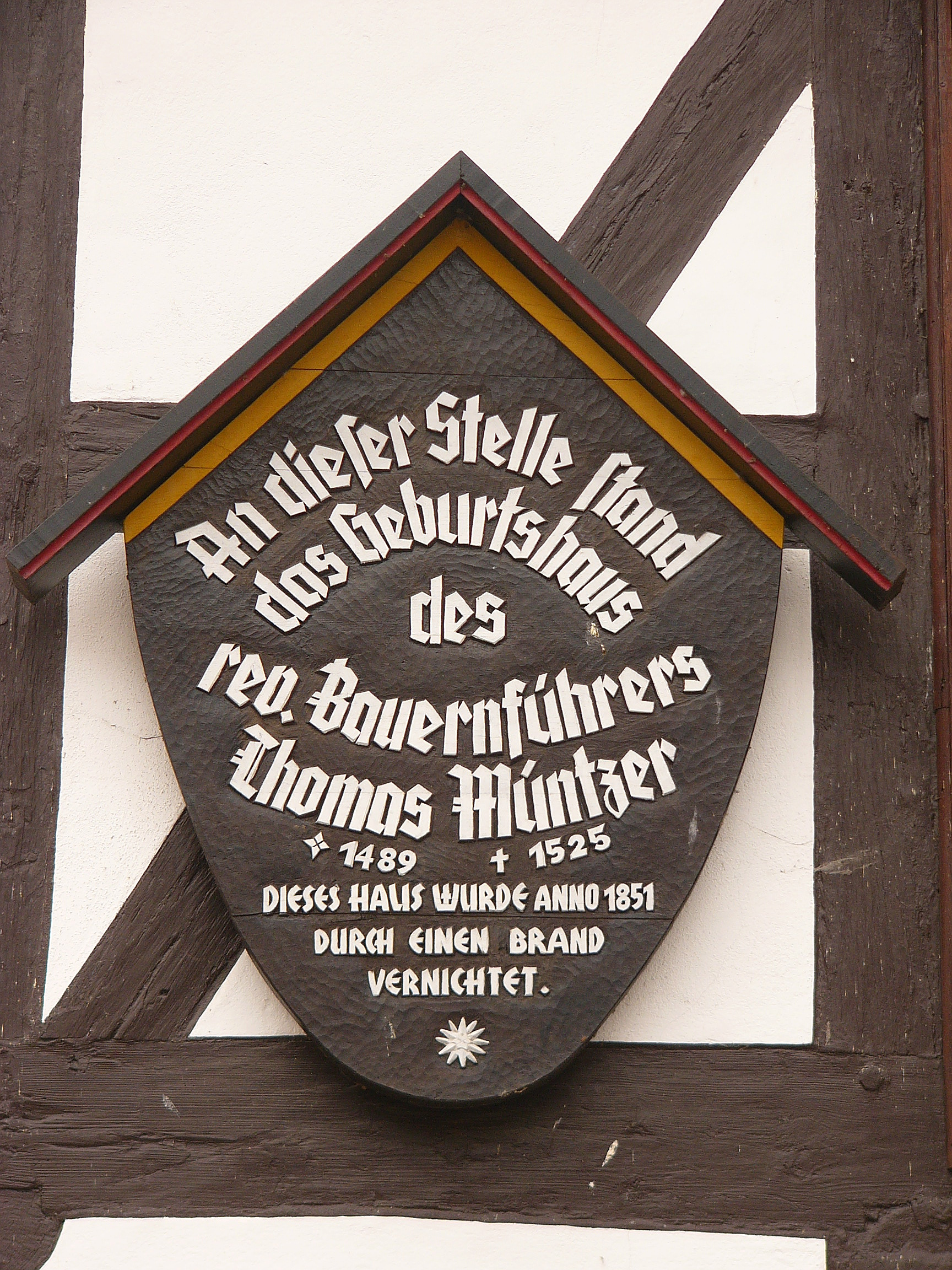
Gedenktafel am Haus Niedergasse 2 in Stolberg (Harz)
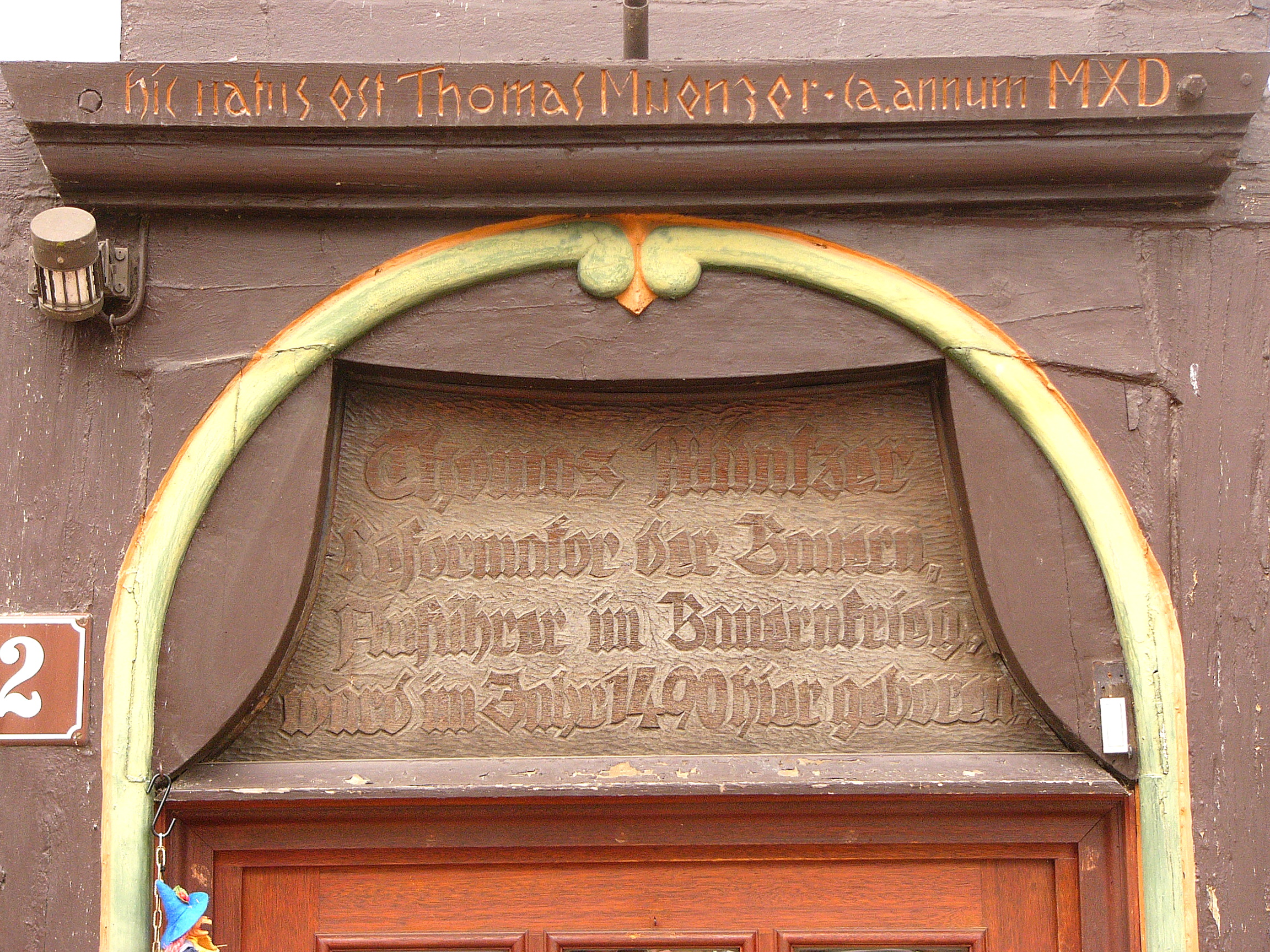
Inschrift über der Haustür Niedergasse 2 in Stolberg (Harz)
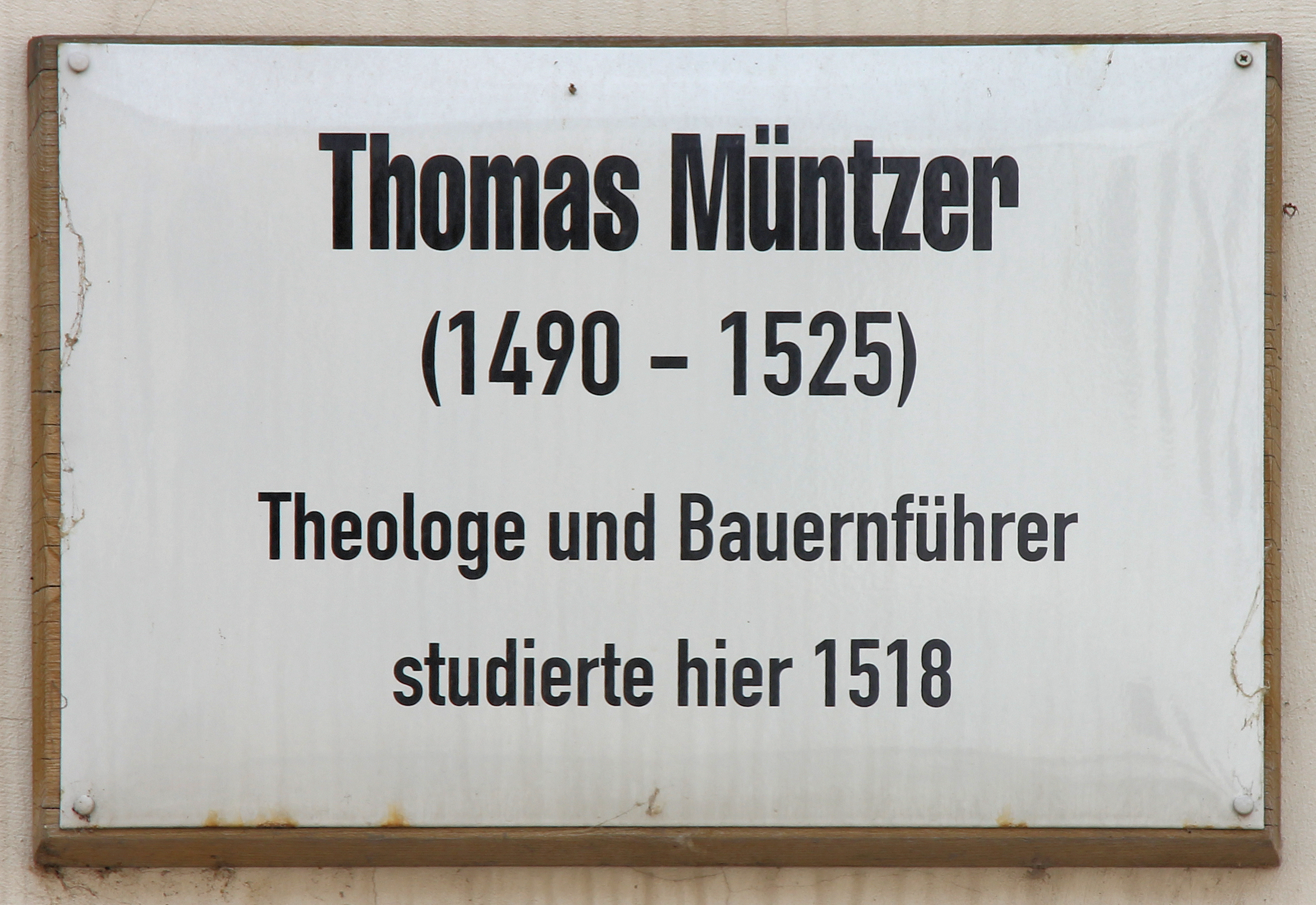
Gedenktafel am Haus Schloßstraße 26, in der Lutherstadt Wittenberg
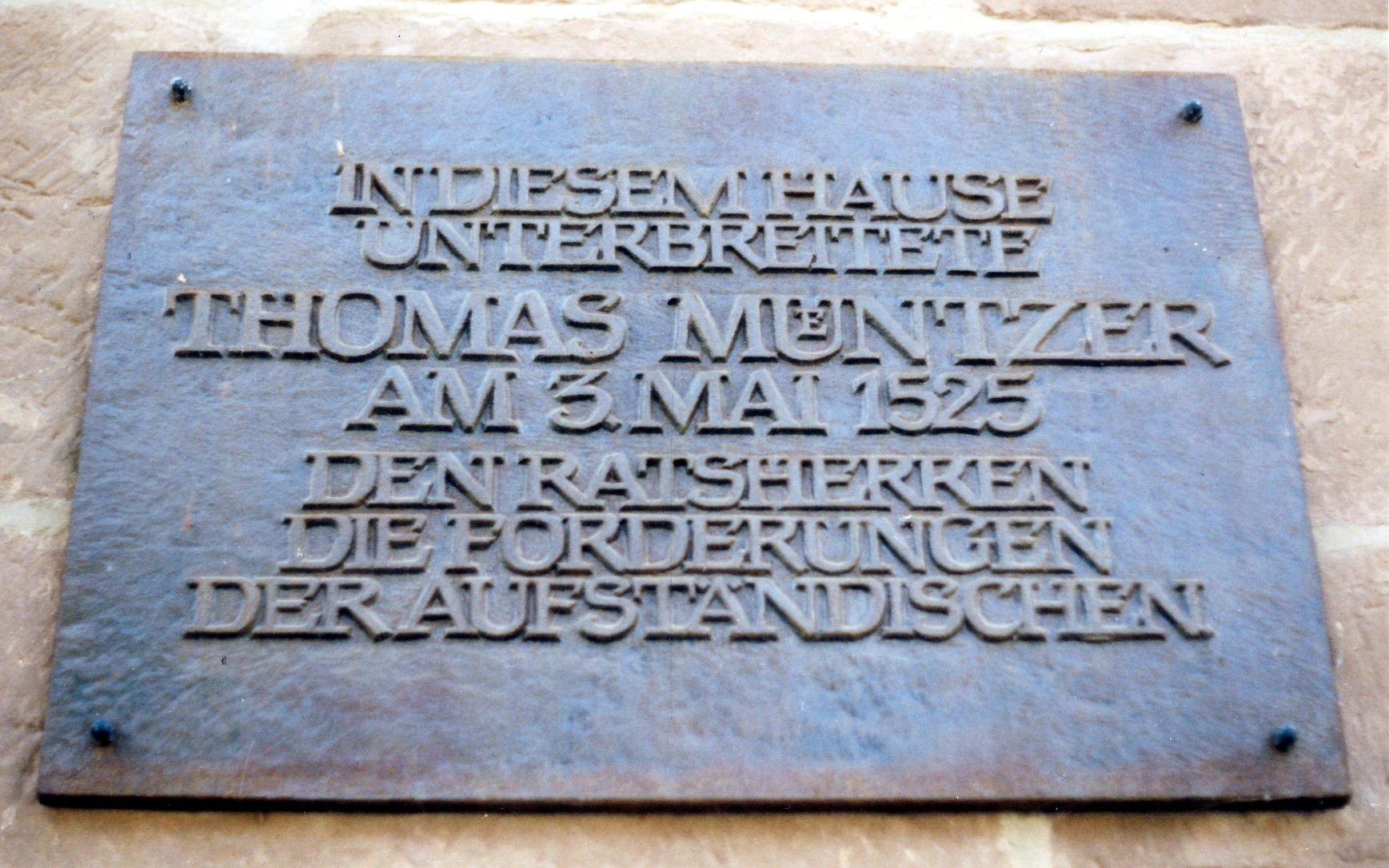
Im Heilbad Heiligenstadt angebrachte Gedenktafel am Rathaus
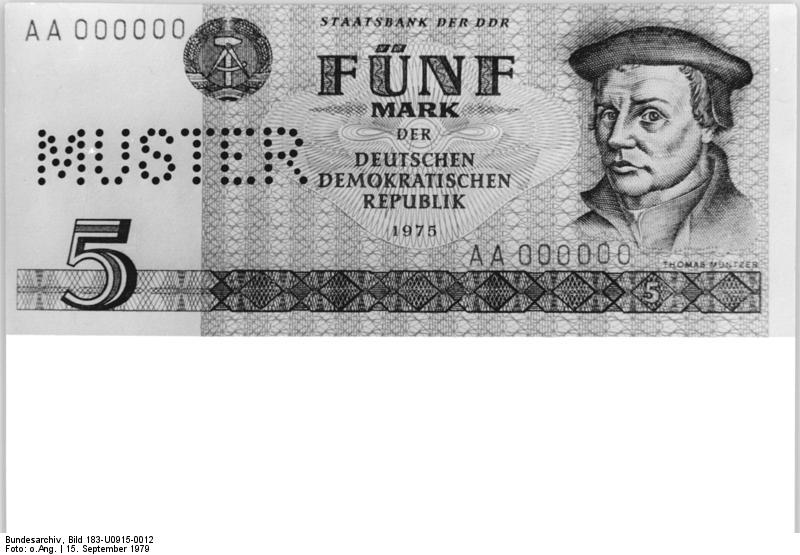
5-Mark-Schein der DDR mit dem Bildnis Thomas Müntzers

Auf Schloss Allstedt ist unter dem Titel „Thomas Müntzer. Ein Knecht Gottes“ eine Dauerausstellung zu seinem Leben und Wirken zu sehen.
In Mühlhausen erinnert ein Bauernkriegsmuseum auch an Müntzer und die damaligen Kämpfe gegen die Feudalherrschaft, des Weiteren gibt es eine Müntzer-Gedenkstätte in der Marienkirche.
Die 2001 gegründete Thomas-Müntzer-Gesellschaft beschäftigt sich mit dem Leben und Werk Thomas Müntzers und dessen Verhältnis zur Reformation und dem Bauernkrieg sowie mit der Rezeptionsgeschichte.

## Darstellende Kunst, Literatur, Musik
Film
Der DEFA-Film Thomas Müntzer – Ein Film deutscher Geschichte kam 1956 in die Kinos.
Weitere Filme:
- Dass ihnen der arme Mann Feind wird, DEFA, 1975
- Denn ich sah eine neue Erde, DFF, 1977
- Thomas Müntzer (1988), DEFA
- Ich, Thomas Müntzer, Sichel Gottes, DEFA, 1989

Theater
1924 thematisierte Friedrich Wolf Müntzer in seinem Theaterstück Der arme Konrad, 1952 schrieb er das Theaterstück Thomas Müntzer, das später verfilmt wurde. Ebenfalls 1953 wurde am Thomas-Müntzer-Theater in Eisleben das Stück Thomas Müntzer in Mühlhausen von Horst Ulrich Wendler aufgeführt.
Die im Oktober 1977 erstmals veröffentlichte Proletenpassion der Österreichischen Polit-Rock-Gruppe Schmetterlinge beinhaltet in Abschnitt 2 einen Bericht über Thomas Müntzer sowie über die Geschehnisse im Zusammenhang mit den Bauernkriegen bis hin zur Schlacht bei Frankenhausen.
Das Theaterstück Martin Luther & Thomas Münzer oder Die Einführung der Buchhaltung des linksintellektuellen Schriftstellers Dieter Forte wurde 1984 am Volkstheater Rostock vom Fernsehen der DDR aufgezeichnet. In diesem Lutherfilm spielt Thomas Müntzer eine wichtige Rolle.
Literatur
Thomas Müntzer ist eine der Hauptfiguren in dem Roman Q von Luther Blissett (Pseudonym eines anonymen italienischen Autorenkollektivs). Auch Éric Vuillard behandelt Müntzer in seinem Essay Der Krieg der Armen. Die jüngere deutsche Literatur hat Müntzer als Gegenstand wiederentdeckt, etwa Hendrik Jackson mit seinem Gedichtband brausende bulgen (2004) und Frank Fischer mit seiner Reiseerzählung Die Südharzreise (2010).
Musik
Anlässlich des Bauernkriegsgedenkens im Jahr 2025 komponierte Keno Hankel das Oratorium "Das innere Wort - Ein Müntzer-Oratorium" nach einem Libretto von Andreas Hillger.

## Schriften
- Prager Manifest (1521)
- Drei liturgische Schriften (1523)

Thomas Müntzer: Ordnung und Berechnung des Deutschen Amtes zu Allstedt, Eilenburg 1524, Titelblatt

  - Deutsches Kirchenamt (1523, Nikolaus Widemar, Eilenburg)
  - Deutsch-evangelische Messe (1524, Nikolaus Widemar, Allstedt)
  - Ordnung und Berechnung des Deutschen Amtes zu Allstedt (1524, Nikolaus Widemar, Eilenburg)
- Von dem gedichteten Glauben (Anfang 1524, Nikolaus Widemar, Eilenburg)
- Protestation oder Erbietung (Anfang 1524, Nikolaus Widemar, Eilenburg)
- Auslegung des zweiten Kapitels Daniels (sogenannte Fürstenpredigt) (Juli 1524, Nikolaus Widemar, Allstedt)
- Ausgedrückte Entblößung [des falschen Glaubens] (Sommer 1524)
- Hochverursachte Schutzrede (Herbst 1524) mlwerke.de

Überliefert sind weiterhin rund 95 deutsche und lateinische Briefe.
Ausgaben
- Reden. Redner der Revolution, Band 6. Neuer Deutscher Verlag, Berlin 1926.
- Günther Franz, Paul Kirn (Hrsg.): Thomas Müntzers Schriften und Briefe. Kritische Gesamtausgabe. Vandenhoeck & Ruprecht, Göttingen 1968.
- Gerhard Wehr (Hrsg.): Thomas Müntzer; Schriften und Briefe. Diogenes, Zürich 1989, ISBN 3-257-21809-5.
- Helmar Junghans (Hrsg.): Thomas-Müntzer-Ausgabe. Kritische Gesamtausgabe. Evangelische Verlagsanstalt, Leipzig 2004 ff.

1. Schriften und Fragmente. 2017, ISBN 978-3-374-02202-1.
2. Briefwechsel. 2011, ISBN 978-3-374-02203-8.
3. Quellen zu Thomas Müntzer. 2004, ISBN 3-374-02180-8.